# Farkas Balázs (író)
Farkas Balázs (Zalaegerszeg, 1987. november 6. –) magyar író.

## Életútja
A zalaegerszegi Kölcsey Ferenc Gimnáziumban érettségizett. 2006 és 2011 között elvégezte a szombathelyi Berzsenyi Dániel Főiskola (2008-tól Nyugat-magyarországi Egyetem Savaria Egyetemi Központ) informatikus könyvtáros szakát. Közben egy szemesztert a stuttgarti Hochschule der Medienen töltött. 2012-ben az Entz Ferenc Könyvtár és Levéltár, 2013–2014-ben a Központi Statisztikai Hivatal Könyvtár munkatársa volt.

## Munkássága
2006 óta publikál szépirodalmi szövegeket. Első önálló kötete – amelynek eredeti változata a Fiatal Írók Szövetségének 2012-es kéziratpályázatán díjat nyert – 2013-ban látott napvilágot. Novelláit, rövidprózai írásait közölte többek között az Élet és Irodalom, a Hévíz, a Pannon Tükör, a Napút, a Székelyföld, a FÉLonline és az ÚjNautilus. Esszéket, recenziókat is rendszeresen ír különféle online és nyomtatott folyóiratok számára. Több alkalommal vett részt zsűritagként a Fantasztikus Kéziratok Éjszakája rendezvényen.

## Társasági tagságai
- Fiatal Írók Szövetsége (2013)[6]
- József Attila Kör (2014)[7]
- Magyar Tolkien Társaság (2014)

## Bibliográfia

### Könyvek
- Nyolcasok (Fiatal Írók Szövetsége, 2013) (FISZ könyvek sorozat)[8]
- Ismétlés (Napkút, 2016)[9]
- Embertest (Magánkiadás, 2018; Juhász Ernő illusztrációival) Archiválva 2020. szeptember 30-i dátummal a Wayback Machine-ben
- Lu purpu; Fiatal Írók Szövetsége, Budapest, 2019 (Hortus Conclusus sorozat)
- Ugatás (Napkút, 2020)[10]
- A következmények (Napkút, 2022)[11]
- La morte; FISZ, Budapest, 2022 (Hortus conclusus)[12]

### Novellák antológiákban[13]
- Rókacsapda (Erato, Delta Vision, 2007)
- A titkos adalék (Pillantás a pokolba, KIMTE, 2011)
- A könyvtárban (Palackposta, 2014)
- Kamrák (Falak mögött a világ, Ad Astra, 2014)
- Kánikula (Hévíz Irodalmi Antológia, Magvető, 2015)
- Grafit (Az atomkatasztrófa gyermekei, Próza Nostra, 2016)
- Lánchídváros (2050 antológia, Móra, 2018)[14]
- A nevetés íze (Az év magyar science-fiction és fantasynovellái 2018, Gabo, 2018)[15]
- A végtelen (Az év magyar science-fiction és fantasynovellái 2020, Gabo, 2020)[16]
- Bróda Szálló (Légszomj, Gabo, 2020)[17]
- Orcz bástyái (Az év magyar science-fiction és fantasynovellái 2021, Gabo, 2021)[18]

### Novellák idegen nyelven
- Potwory (Helikopter, 2015/6) (fordító: Anna Butrym)
- Heat Wave (Hévíz folyóirat, angol nyelvű különszám, 2015) (fordító: Bogdán Andrea)
- Calabash: A Van Helsing Adventure (NeocoreGames, 2015)
- Human Body (Year’s Best Body Horror 2017 antológia, Gehenna & Hinnom Books, 2017)[19]

### Képregények
- Apró és nagy dolgok (Átváltozások 1. antológia, Cicero Könyvstúdió, 2023) (grafikus: Korbuly Ági)[20]
- Szertartások (Szépirodalmi Figyelő 2018/2.) (grafikus: Juhász Ernő)[21]
- The Story of Us (Salon Stripa képregényfesztivál, 2018) (grafikus: Juhász Ernő)[22]
- Hallgatás (SZIFOnline, 2019) (grafikus: Juhász Ernő)[23]

## Díjai
- Móricz Zsigmond-ösztöndíj (2015)[24]
- Alfabéta-díj (2024)[25]
- Futaki-díj (2024)[26]